# Vickers Vigilant
El Vickers Vigilant fue un misil antitanque guiado por cable MCLOS británico de la década de 1960, utilizado por el Ejército británico. También fue construido bajo licencia en los Estados Unidos por Clevite para el Cuerpo de Marines, y fue a veces conocido como Clevite rounds en este caso.
El desarrollo comenzó en Vickers-Armstrongs en 1956 como un proyecto privado para darle al Departamento de Misiles Guiados de Weybridge de la compañía algo que hacer después de la cancelación de Red Dean. En 1960 se habían completado el desarrollo y un extenso programa de pruebas, pero el Ministerio de Guerra permaneció desinteresado, ya que deseaba que el departamento de Weybridge se disolviera como parte de la formación en curso de la British Aircraft Corporation. En varias ocasiones, el Ministerio manifestó explícitamente que no quería brindar ningún tipo de estímulo al equipo, ya que ello podría dificultar el cierre de la división en el futuro.
Después de un considerable debate que duró varios años, el proyecto finalmente obtuvo un pedido inicial, ya que era el único diseño adecuado para armar al vehículo blindado Ferret. Para entonces, el Ministerio de Guerra ya había decidido que su arma definitiva para esta función sería el Swingfire, pero no estaría disponible hasta 1966 como muy pronto. A finales de 1961 se realizó un pedido de varios miles de Vigilant como "arma provisional". El pedido resultó inmediatamente en varios pedidos adicionales de Kuwait, Arabia Saudita, Libia y Abu Dhabi, junto con ventas de Ferret armados por Vigilant a los Emiratos Árabes Unidos y Yemen. El encargo también selló la decisión de Estados Unidos de otorgarle licencia al Vigilant para la producción local.
El Swingfire no llegó hasta 1969, y durante ese tiempo se abandonó la versión portátil de alcance medio. Esto dejó al Vigilant en uso con la infantería y las fuerzas aerotransportadas hasta bien entrada la década de 1970. En total se produjeron aproximadamente 18 000 ejemplares.

## Historia

### Esfuerzos previos
Vickers-Armstrongs había estado desarrollando misiles guiados desde las primeras etapas de la investigación del Reino Unido en ese campo, estableciendo el Departamento de Armas Guiadas en Weybridge (Brooklands), Surrey. A mediados de la década de 1950 había participado en cuatro proyectos, siendo todos cancelados. El último, el misil aire-aire Red Dean/Red Hebe, fue tan retrasado y sobrediseñado que la compañía empezó a tener mala reputación en el Ministerio de Suministros, especialmente con John Clemow, el director.
Cuando el Red Hebe fue cancelado a raíz del Libro Blanco de Defensa de 1957, el departamento de misiles guiados de la compañía se quedó sin proyectos. No dispuesto a renunciar al campo de los misiles, George Edwards lideró un esfuerzo para encontrar un nuevo proyecto que pudiera llevarse a cabo únicamente con fondos de la compañía. Esto les llevó a las ideas de John Housego y Jal Daboo relativas a un misil antitanque ligero. Ya eran conscientes del descontento del Ejército británico con el recientemente desplegado misil antitanque Malkara, y creían que allí había una oportunidad. En 1956, Edwards convenció a la junta directiva para que se hiciera cargo del desarrollo de un reemplazo para el Malkara, utilizando un nuevo sistema de guía desarrollado internamente.

### Primeros diseños

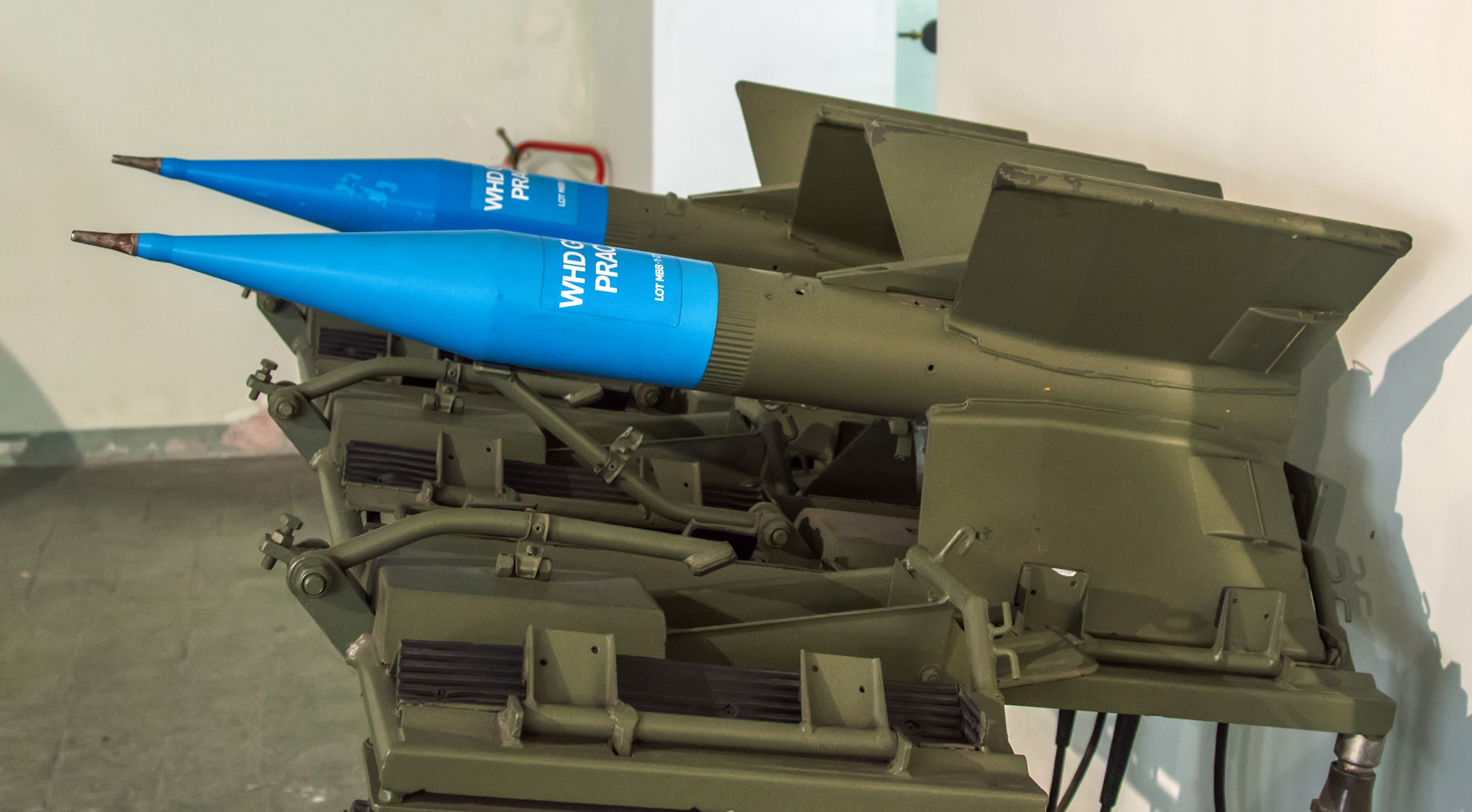
El Cobra era un diseño típico de misiles antitanque de la década de 1950, con alas muy grandes y alerones para su control.

El Malkara fue uno de los primeros misiles antitanque y tuvo varios problemas. El principal de estos fue el interés permanente del Ejército en el uso de grandes ojivas de cabeza de choque de alto poder explosivo (HESH) en lugar de las más comunes antitanque de alto poder explosivo (HEAT) utilizadas por la mayoría de las armas antitanque de la época. Para cualquier nivel de penetración dado, el HESH requería mucho más explosivo, y la necesidad del Malkara de lidiar con los carros de combate principales exigía una cabeza explosiva de 26 kg. Combinado con el largo alcance deseado, 2700 m, el misil terminó pesando 93 kg, demasiado pesado para que fuera portátil de uso manual.
El sistema de guía también era menos que ideal. Este consistía en un pequeño joystick que el operador utilizaba para guiar el misil mientras comparaba visualmente su posición con el objetivo, con la ayuda de una bengala brillante en el misil. Cuando el operador empujaba la palanca hacia la derecha, por ejemplo, accionaba las superficies de control para girar el misil hacia la derecha. El problema era que el misil continuaría moviéndose hacia la derecha después de soltar el control, cruzando finalmente la línea de visión, continuando hacia el lado derecho del objetivo y luego requiriendo una acción hacia la izquierda para detener este movimiento. Esto a menudo llevaba a que el operador corrigiera repetidamente la trayectoria del misil, lo que requería una cantidad significativa de entrenamiento para superarlo. El mismo sistema de guía básico fue utilizado por la mayoría de los diseños contemporáneos, como el ENTAC, el SS.10 y SS.11, y el Cobra, así como el Dart experimental del Ejército estadounidense, que no llegó a producirse.
Otro problema con todos estos diseños era su tamaño. Todos ellos remontan su historia de desarrollo a los experimentos alemanes de la Segunda Guerra Mundial con el Ruhrstahl X-4 en el papel antitanque. Estos utilizaban spoilerons como controladores, con una autoridad de control limitada. Para proporcionar suficiente sustentación para maniobrar el misil a velocidades razonables, se necesitaban alas muy grandes. Esto dio lugar a diseños voluminosos que eran grandes y poco prácticos para transportarlos manualmente.

### Comienza el desarrollo
Segura de que pronto conseguirían un contrato para reemplazar al Malkara, Vickers contrató a John Clemow, su crítico, junto con Howard Surtees, para encabezar el nuevo esfuerzo. El desarrollo comenzó a finales de 1956 bajo el número de modelo 891 y se le dio el nombre de Vigilant, por sus siglas en inglés VIsually Guided Infantry Light ANti-Tank missile (misil antitanque ligero de infantería guiado visualmente).
Estableciendo el alcance en 1400 m, la mitad que la del Malkara, redujo en gran medida el tamaño del motor cohete necesario. Contactaron con Imperial Chemical Industries (ICI), que desarrolló un motor ligero con el rendimiento requerido. Para alcanzar el peso deseado, el misil tendría que utilizar una ojiva HEAT ligera. El Real Establecimiento de Investigación y Desarrollo de Armamentos (RARDE) había diseñado un modelo avanzado, pero no se había comercializado, por lo que se eligió en su lugar un diseño estándar de la firma suiza Constructions Méchaniques de Leman (CML).
El sistema de guía constaba de dos partes. El primero era un giroscopio que medía la dirección "arriba" y cambiaba las acciones de control para que se accionaran las aletas de control correctas sin importar en qué ángulo se encontrara el fuselaje en comparación con el suelo. Esto permitía que el misil girara a lo largo de su eje largo, lo que se utilizó para compensar cualquier asimetría en el empuje del cohete y garantizar que volara en una línea relativamente recta.
La segunda parte utilizaba dos giroscopios que medían el movimiento de acimut y la altitud, referenciados respecto al plano de tierra del primer giroscopio. Este conjunto fue la clave para mejorar el sistema de guía. Si el usuario introduce una corrección hacia la derecha, por ejemplo, este movimiento se verá en el giroscopio de medición horizontal. Cuando se soltaba el control, el sistema de guía introducía el control izquierdo hasta que el giroscopio se ponía a cero nuevamente. Esto tenía como resultado que el misil siempre volviera a una línea de vuelo que apuntaba directamente lejos del operador. Para guiar el arma, el operador la controlaba hacia la izquierda o la derecha hasta que superpusiera visualmente el objetivo y luego soltaba el control. El misil continuaría automáticamente a lo largo de esa línea hasta alcanzar el objetivo. El segundo giroscopio, que medía el movimiento vertical, mantenía el misil volando nivelado sobre el suelo y eliminaba prácticamente la necesidad de realizar correcciones verticales durante el vuelo. Este sistema tenía la ventaja añadida de eliminar los efectos del viento o la asimetría restante en el empuje.
Gracias a que el piloto automático proporciona un control suave, se eliminó la necesidad de controles de acción lenta propios de los misiles anteriores. En lugar de ello, el nuevo diseño utilizaba grandes alerones convencionales que podían apuntar el misil hasta 30 grados fuera de la línea de vuelo. En este tipo de ángulos, el propio motor cohete producía un empuje de control significativo, lo que permitía que las alas fueran mucho más pequeñas. Estas tenían la forma de rectángulos largos de cuerda corta que mantenían la sustentación en ángulos de ataque muy altos. Esto condujo a un diseño mucho más compacto.
Otra idea en el Vigilant fue que el lanzador de misil estuviera conectado mediante un largo cable al control de guía. Esto permitía instalar el lanzador en cualquier ubicación abierta mientras el operador se movía a una ubicación con más cobertura. Después del lanzamiento, el operador guiaría el misil hacia su línea de visión y luego lo corregiría hacia el objetivo. Aunque el misil dejaba una estela de humo hacia el lanzador, éste se encontraba lo suficientemente lejos del operador como para ofrecer protección. Los objetivos podían estar hasta 40 grados a cada lado de la posición de lanzamiento.

### Pruebas
Las primeras pruebas no controladas se llevaron a cabo en el verano de 1957. Los primeros ejemplares del sistema de guía se probaron en septiembre de 1958. En ese momento, los transistores de germanio originales de Texas Instruments fueron reemplazados por versiones de silicio, que eran menos costosas y mucho menos sensibles a la temperatura. Mullard, la filial británica de Philips, también comenzó a producir los mismos transistores ese año. Las mejoras realizadas el año siguiente permitieron ignorar todas las variaciones de temperatura, eliminando la necesidad de los diodos Zener que habían proporcionado esta función. Las pruebas también demostraron que los cables de guía no eran lo suficientemente robustos y tendían a romperse, lo que dio lugar a extensos experimentos para encontrar una solución. El escape del cohete, al impactar en el cable, tendía a arrancarlo del carrete al comienzo del vuelo, por lo que se modificó la disposición del carrete para evitar esto.
Otro cambio fue la forma del controlador. Originalmente, tenía la forma de un dispositivo similar a una "ametralladora Sten" que estaba diseñado para dispararse desde la cadera durante la fase de pruebas, pero se modificó para usarse en posición boca abajo para la versión de producción. Durante las pruebas, se descubrió que el operador accionaba el mando de guía vertical incorrectamente aproximadamente el 50 % del tiempo, por ejemplo hacia arriba en lugar de hacia abajo. Después de algunos experimentos, se desarrolló un nuevo diseño que utilizaba una disposición similar a una copa en la que el operador insertaba la parte delantera del pulgar, mientras sus dedos sostenían un agarre similar a una pistola. En esta versión, guiar el misil hacia abajo se logró tirando del controlador hacia abajo, en lugar de empujarlo hacia adelante como en un joystick convencional, y el problema de la guía incorrecta se redujo inmediatamente a sólo el 5 %.
En marzo de 1959 se habían disparado treinta y cinco misiles en pruebas. En ese momento, el interés de Estados Unidos en reemplazar sus misiles SS.10 estaba volviéndose serio y el Ejército estadounidense tenía la intención de tomar una decisión a principios de 1959. Para cumplir con este requisito, Vickers programó una serie de veinte lanzamientos en Weybridge entre el 9 y el 20 de marzo de 1959, que serían seguidos por otros cinco en Fort Benning. Más tarde se hizo evidente que el equipo de pruebas de Benning no era realmente adecuado para las pruebas, por lo que se llevó a cabo una serie de veintisiete pruebas en el Arsenal de Redstone. Las pruebas en Redstone revelaron que la bengala era demasiado difícil de ver a larga distancia bajo la luz solar brillante, y se desarrolló un modelo más potente.

### Desinterés oficial
Mientras que las pruebas en Estados Unidos conducían a un posible pedido, el Ejército británico se mostró no sólo desinteresado, sino en cierto modo, activamente hostil. En un memorando de 1959, se afirmó que "no estaríamos justificados en alentar a la Compañía a mantener su capacidad de diseño de armas guiadas" y, si bien varios estudios incluyeron al Vigilant en sus discusiones, no quedó ningún plan oficial para comprar un arma ligera antiblindaje de ningún tipo.
Este desánimo se debió a los cambios que se estaban produciendo en la industria como consecuencia del Libro Blanco de Defensa de 1957. Duncan Sandys sugirió firmemente que los futuros pedidos de armas sólo se dieran a empresas mayores, forzando a la fusión de empresas más pequeñas. Entre ellas se encontraba la fusión de English Electric y Vickers, que formaría el núcleo de la British Aircraft Corporation (BAC), a la que posteriormente se sumarían Bristol Aeroplane Company y Hunting Aircraft. EE y Bristol ya contaban con sus propios equipos exitosos de diseño de misiles, y el gobierno consideró que no habría necesidad de un tercero. Cualquier estímulo a Vickers en ese momento fue visto como un problema si ese equipo luego se desintegraba y se fusionaba con los otros dos.
Para romper el estancamiento, Vickers organizó una demostración del sistema el 29 de septiembre, a la que fueron invitados 200 funcionarios. Se dispararon once misiles que impactaron siete veces. Fue sólo en este punto que los problemas persistentes con los cables que se rompían estaban claramente en camino de resolverse por completo, y los cambios en el sistema del simulador y en el régimen de entrenamiento estaban dando sus frutos, con un fallo promedio desde el punto de mira de sólo 30 cm.
La demostración fue un éxito en términos de iniciar alguna consideración oficial de apoyar el proyecto. Después de discutir la compra de una docena de misiles, que luego se amplió a dos docenas, un acta del 11 de enero de 1960 alienta esta idea y compara el Vigilant con los franceses SS.10, SS.11, ENTAC y el alemán-suizo Cobra, siendo el Vigilant altamente competitivo respecto a todos ellos. Un memorando del 22 de abril representa un revés, reiterando las preocupaciones originales, seguido por un memorando del 28 de abril que sugería que el Ejército aún no había decidido si un soldado podría operar el sistema eficazmente.
A estas alturas, la formación de BAC ya estaba bien encaminada. El 30 de mayo, el nuevo director de los programas de misiles guiados de BAC escribió al Ministerio de Guerra y declaró rotundamente que la compañía mantendría abierta la oficina de Weybridge. Los memorandos siguieron circulando y no fue hasta el 4 de agosto que el Ministerio de Guerra finalmente aceptó la cuestión y decidió ofrecer pequeños contratos para continuar el esfuerzo. La noticia se hizo pública el 26 de agosto, los periódicos señalaron que la compañía había gastado casi 1 millón de libras en el desarrollo y el precio proyectado era de sólo casi 500 libras por unidad.

### En producción

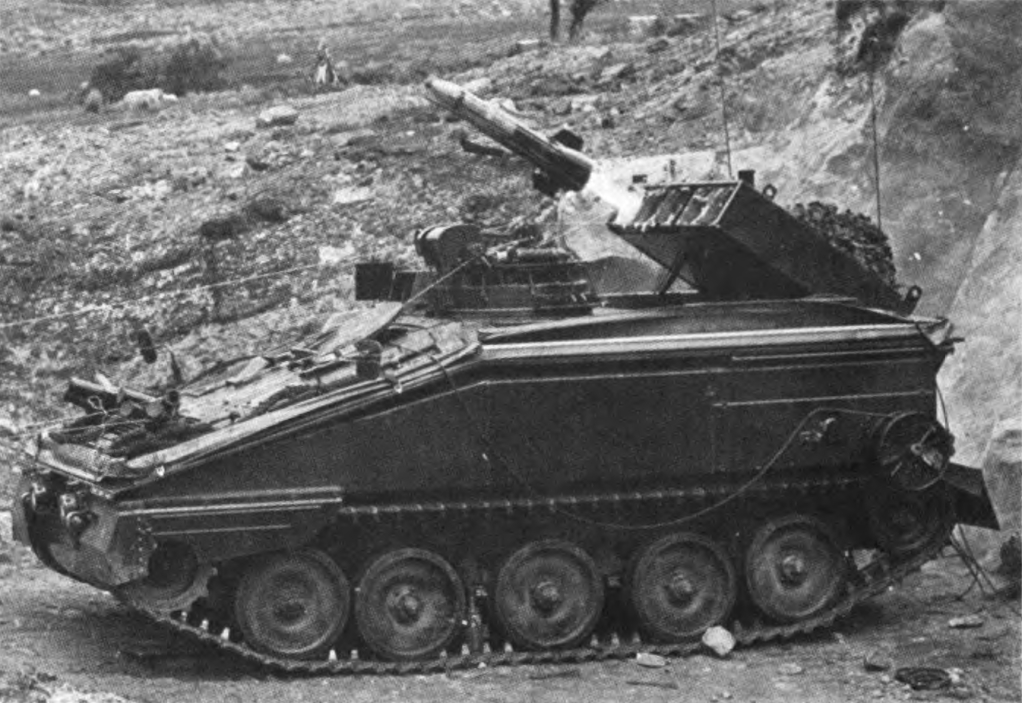
El Swingfire utilizaba vectorización de empuje para el control, eliminando las superficies de control y reduciendo el tamaño de las alas. Su capacidad de disparar desde detrás de las esquinas era una característica clave, permitiendo que el lanzador permaneciera a cubierto. Nunca se logró reducir su tamaño al de Vigilant.

El Ejército había expresado durante mucho tiempo sus preocupaciones sobre las capacidades de la ojiva CML contra los carros de combate principales y tanto el Ejército como el Ministerio seguían considerando el sistema desde una perspectiva negativa. En 1960, el programa del Swingfire estaba en sus etapas iniciales y ya era considerado el arma antitanque definitiva. El objetivo del Swingfire era solucionar cualquier déficit de rendimiento con una ojiva mucho más potente. El desarrollo futuro planificado de una versión reducida, "Swingfire de alcance medio", tenía como objetivo ser una versión más portátil que cumpliría la misma función que Vigilant.
Casi al mismo tiempo, el Consejo del Ejército observó que existía la necesidad de nuevas armas antitanque para uso del Ejército británico del Rin y de las fuerzas en Oriente Medio. En particular, sugirieron que había una necesidad inmediata de una versión del vehículo blindado Ferret con armamento antitanque para cumplir estas funciones. Si bien el Swingfire de alcance medio podía cumplir esta función, el Swingfire original no se esperaba hasta 1966, y la versión de alcance medio algún tiempo después. Compararon ENTAC y Vigilant para armar al Ferret y concluyeron que el Vigilant era marcadamente superior al ENTAC debido a su sistema de guía. El 7 de noviembre se ofreció un contrato para cubrir la "firme y urgente demanda" del Ferret. Esto dio lugar a un pedido de setenta misiles adicionales para realizar pruebas a partir de 1961.
La cuestión de una compra más amplia quedó abierta y no fue hasta el 24 de noviembre de 1961 que señales claras del Ministerio de Aviación sugerían que iban a financiar la producción. BAC emitió rápidamente un comunicado de prensa, que casi inmediatamente condujo a varios pedidos adicionales de usuarios extranjeros. En ese momento, la fusión de Vickers con BAC estaba comenzando en serio y, a principios de 1962, la oficina de diseño de Weybridge cerró y la mayoría de sus miembros se trasladaron a Stevenage.

### Nueva ojiva
A medida que el Vigilant avanzaba en su desarrollo y parecía que se recibiría un pedido, en mayo de 1962 el Ejército comenzó a desarrollar una nueva ojiva en el RARDE que mejoraba significativamente la penetración. Esto se logró principalmente moviendo la espoleta de contacto al extremo de una "sonda" que se extendía hacia adelante desde el frente del misil después del lanzamiento, proporcionando más distancia de separación, en la que se podía formar un chorro de metal mejorado. Conceptos similares se utilizan hoy en día en numerosas armas antitanque. No se conocen las cifras de penetración de la ojiva de diseño británico, nunca fue autorizada a la exportación y sólo las versiones CML se vendieron en el extranjero.
En las pruebas, British Aerospace descubrió que la ojiva CML podía penetrar 430 mm de blindaje monocapa típico de un carro. También demostró ser capaz de penetrar un blindaje espaciado de una placa de 50 mm, un hueco de 150 mm y otra placa de 100 mm. Este tipo de espesores de blindaje eran mucho mayores que los de la mayoría de los carros del campo de batalla, que en ese momento eran generalmente mucho más delgados; incluso el T-72 de una década después tenía un blindaje máximo en el frente de la torreta de 280 mm.
Además de su uso por parte de infantería, el Vigilant podía montarse en vehículos como el Ferret y el Land Rover. Para las tropas aerotransportadas también se desarrolló un contenedor más ligero de espuma de poliestireno.

## Descripción

### Misil
El misil en sí mide 1,08 m de largo, dividido en dos partes de longitud aproximadamente igual. La mitad delantera contiene la ojiva y su espoleta de sonda de morro, y los giroscopios directamente detrás de la ojiva. La mitad trasera alberga el motor cohete y el sistema de control. La ojiva tiene un radio ligeramente más ancho que la mitad trasera del misil, lo que le da al sistema un diseño general similar al RPG-7. Cuatro alas rectangulares de cuerda estrecha se extienden desde justo detrás del área de la ojiva hasta justo delante del extremo trasero. Cada ala de fibra de vidrio lleva una aleta de control en su borde trasero. El diámetro de la sección trasera definida por las alas es algo mayor que el de la sección de la ojiva. Las aletas eran accionadas por gas caliente extraído del motor cohete.
Los giroscopios del sistema de control están colocados delante del motor cohete, justo detrás de la ojiva. La electrónica transistorizada está empaquetada en dos pequeños "carenados" colocados entre las alas, uno para el acimut y otro para la altitud. Son ligeramente más largos que las alas y cumplen una doble función: conectar las señales de control mediante cables en la parte trasera del misil hasta el sistema de guía y los giroscopios. El motor cohete se encuentra cerca de la parte delantera de las alas, de modo que el centro de gravedad no cambia mucho a medida que se quema el combustible. Consiste en un sistema de "dos etapas" con 2,5 segundos de combustible de combustión rápida en la parte trasera para impulsarlo a velocidad, y 10 segundos de combustible de combustión más lenta en la parte delantera como sustentador.
En el extremo trasero del misil hay un recipiente que contiene el tubo de salida del cohete en el centro, con una boquilla de molibdeno, y una bengala de magnesio envuelta alrededor de él. Se insertó un encendedor en el tubo central y encendía ambos durante el lanzamiento. Los cables de control estaban enrollados alrededor de la lata que contenía la bengala.
El misil alcanzaba su alcance máximo de 1375 metros en 12,5 segundos. Durante las pruebas, la ojiva de carga hueca del misil penetró un máximo de 576 mm de blindaje de dureza HRC 30 a 35. Se proporcionaron dos tipos de ojivas para el Vigilant: una ojiva desarrollada en Gran Bretaña con una sonda plegable que se extendía en el lanzamiento, con lo que podía lograr una penetración máxima, y otra desarrollada por la firma suiza CML, con una punta más roma que tenía un anillo de acero endurecido que, en golpes oblicuos, se clavaría en el blindaje y giraría la ojiva de carga hueca para conseguir una mejor penetración.

### Configuración del sistema
El sistema de misiles podía desplegarse en varias configuraciones. La configuración portátil constaba de un lanzador que también funcionaba como contenedor de transporte, una mira y un controlador combinados, una batería y un cable de 63 metros de largo. Una Caja Selectora de Misiles opcional permitía controlar hasta 6 misiles, ampliamente separados, desde un único controlador de mira.
La caja de lanzamiento se colocaba en el suelo mirando a la dirección de los objetivos esperados y se abrían los pestillos de la parte delantera y trasera de la caja. La tapa frontal giraba hacia abajo sobre una bisagra para formar una almohadilla que elevaba la parte delantera del misil en el aire, de modo que tuviera una velocidad inicial ascendente en el lanzamiento, eliminando así cualquier obstrucción local. La tapa trasera se quitaba por completo, conteniendo el carrete que sostiene el cable que se conecta al sistema de mira o a la caja selectora.

### Guía y control
El controlador de mira tiene un diseño de empuñadura de pistola, con dos empuñaduras. La empuñadura delantera tiene el gatillo de lanzamiento, y la empuñadura trasera tiene un joystick de pulgar para dirigir el misil. Un monocular de bajo aumento (3,2x) formaba la mira en sí. Las líneas estadimétricas grabadas permitían una medición de distancias sencilla, basada en un objetivo de carro típico que unía las líneas una vez que estaba dentro del alcance. Había un breve retraso después de apretar el gatillo mientras los giroscopios giraban, y luego el misil se lanzaba en un ángulo de aproximadamente 20 grados por encima de la horizontal. Después de que el propulsor se quemaba, el misil alcanzaba una velocidad en la que las aletas de control se hacían efectivas y el misil se nivelaba a varios metros sobre el suelo y comenzaba la etapa guiada. El misil realizaba un giro lento mientras volaba; el giro era generado al principio por la fuerza del cable que se desenrollaba del carrete, y luego era mantenido por las superficies de control.
La clave del diseño fue su sistema de guía de "control de velocidad". Los giroscopios mantenían el misil volando nivelado y directamente alejado del lanzador. Las acciones de control hacían que el misil comenzase a volar en la dirección indicada, pero cuando se soltaba el control, el piloto automático aplicaba el control opuesto, de modo que el misil volvía a volar alejándose del lanzador. Esto significaba que el operador simplemente tenía que ajustar el misil hasta que se viera superpuesto el objetivo y luego soltar el control, momento en el que volaría directamente hacia el objetivo. Después de eso, solo se necesitaban realizar ajustes teniendo en cuenta la precisión y el movimiento del objetivo. Además, los giroscopios corrigen automáticamente cualquier ráfaga de viento. El Vigilant se ganó una buena reputación por su facilidad de control y alto éxito con un entrenamiento mínimo del operador.

## Operadores

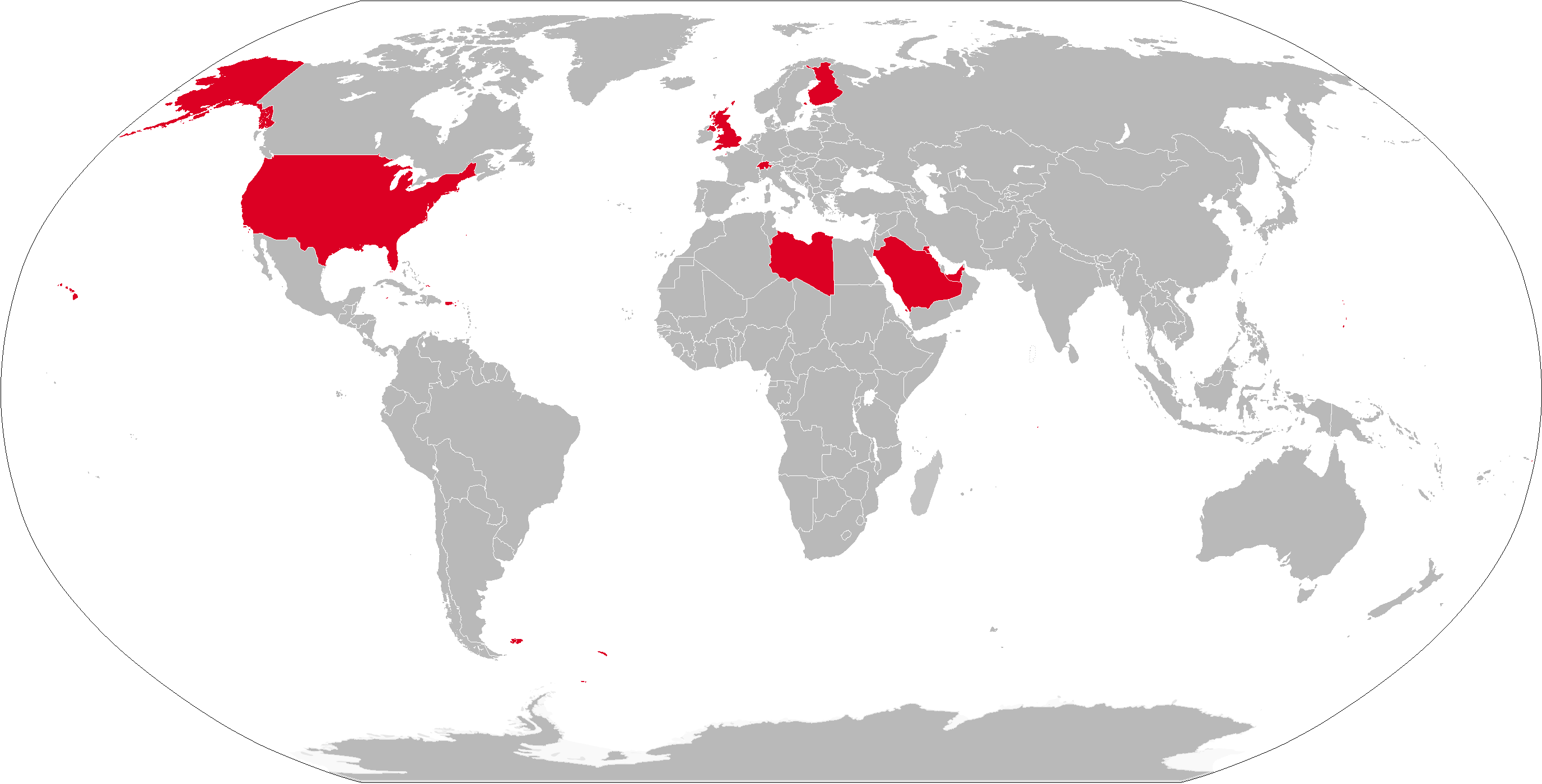
Mapa con antiguos operadores de Vigilant en rojo.

### Antiguos
Arabia Saudita
Real Ejército Saudita
 EAU
- Fuerzas de Defensa de Abu Dabi
- Ejército de los Emiratos Árabes Unidos

 Estados Unidos
 Finlandia
Ejército finlandés
 Kuwait
Ejército de Kuwait
 Libia
 Reino Unido
Ejército Británico
 Suiza

## Aeronaves relacionadas

### Secuencias de designación
- Secuencia Numérica (interna de Vickers): ← 870 - 877 - 888 - 889 - 891 - 894 - 897 - 900 - 901 - 950-953 →